# Pierre Maufroy
Kolonel Pierre Maufroy (ook: Maufroi, Monfroy of Montfroi) (Buxy, 30 oktober 1768 - Versailles, 2 augustus 1833) was een Frans militair in de napoleontische tijd. Hij behoorde tot de top-elitetroepen en klom op tot eskadronleider van Grenadiers te Paard van de Keizerlijke Garde. Daarna werd hij commandant van diverse vestingen. Als commandant van Delfzijl genoot hij bekendheid doordat hij trouw bleef aan Napoleon Bonaparte, zelfs nadat deze verbannen was naar Elba, waardoor Delfzijl de laatste vesting in Franse handen werd. Ondanks dat Maufroy de vesting uit handen moest geven, behaalde hij een uitstekend militair succes tijdens het beleg van Delfzijl (1813-1814).

## Loopbaan
Maufroy begon zijn militaire loopbaan op negentienjarige leeftijd. Op 18 oktober 1788 treedt hij toe tot het 12e Régiment des chasseurs de Champagne, een regiment Jager te paard wat als onderdeel van het Armée du Centre gelegerd was in de provincie Champagne. Vanaf 1791 zou het regiment bekend komen te staan als 12e régiment de chasseurs à cheval, wat in het jaar erop - onder leiding van La Fayette- mee zou doen aan de Slag bij Valmy. Geïnspireerd door burgerschap en nationalisme vochten Franse burgers naast militairen tegen het Pruisische leger wat onderweg was naar Parijs.
De strijd bleef weliswaar onbeslist maar was toch een succes omdat het Pruisische tot stoppen werd gedwongen en zich terug trok. Deze overwinning gaf de Nationale Conventie zoveel vertrouwen dat de  daags na de slag, in Parijs de Franse monarchie afgeschaft werd en de Eerste Franse Republiek uitgeroepen. 
Op 21 januari 1793 werd Lodewijk XVI geguillotineerd door de Franse revolutionairen. Deze actie verenigde de Europese staten tegen Frankrijk: de Eerste Coalitieoorlog diende zich aan waardoor de Franse Republiek van alle kanten aangevallen wordt. 
In die jaren diende Maufroy in het Armée du Nord onder de generaals Dumouriez,  Dampierre, Custine en Houchard. Maufroy werkt dan mee aan de inlijving van onder meer de Oostenrijkse Nederlanden bij de jonge republiek. Een deel van het Armée du Nord wordt in 1794 afgesplitst en met andere legeronderdelen samengevoegd tot het Armée de Sambre-et-Meuse. Met dit leger, onder bevel van Jourdan, neemt Maufroy deel aan de Slag bij Fleurus (1794), waarbij voor het eerst in de geschiedenis een luchtballon wordt ingezet voor verkenning van het slagveld. Mede door dat tactische voordeel zal het Nederlands-Habsburgse coalitieleger waar tegen gevochten wordt door de Fransen worden verslagen. Met het terugtrekken geeft het Habsburgse Koninkrijk de aanspraak op de Oostenrijkse Nederlanden op. De overwinning van de Fransen bood heb de kans om door te stoten naar het noorden en de Republiek der Zeven Verenigde Nederlanden onder de voet te lopen.  
Als de Oostenrijkers na hun nederlagen in de Nederlanden de aandacht verschuiven naar het Italiaanse front, belandt Maufroy halverwege 1795 in het Armée d’Italie, waarvan Napoleon Bonaparte het commando overgenomen heeft. Onder Napoleon klimt Maufroy snel op in rang.
Maufroy trad toe tot de elitetroepen van de Keizerlijke Garde van Napoleon Bonaparte en nam deel aan onder meer de Italiaanse Veldtocht van 1796-1797, de expeditie van Napoleon naar Egypte, de Slag bij Marengo en streed in de Grande Armée. 
Zo zou hij tijdens de Slag bij Austerlitz de 1e compagnie Grenadiers te Paard aanvoeren. Het regiment Grenadiers te Paard van de Keizerlijke Garde was onverslaanbaar en bleef zelfs bij de slag bij Waterloo overeind.
Via oorlogen in Spanje en Duitsland kwam Maufroy in het koninkrijk Holland terecht en was er commandant van Goeree, daarna van Breda om op 20 maart 1812 commandant van Delfzijl te worden.  Napoleon hechtte grote waarde aan laatstgenoemde vesting, omdat het de Engelsen kon beletten om te landen op de oevers van de Eems. Door stand te houden kon Maufroy Louis Nicolas Davout gelegenheid geven om vanuit Hamburg veilig Frankrijk te bereiken.
Na het beleg te hebben doorstaan tekende Maufroy een overeenkomst om de vesting Delfzijl over te dragen, waarbij hij met militaire eer mocht vertrekken. Na de ontruiming ging Maufroy terug naar Frankrijk en werd eerst plaatselijk commandant van Condé en later oppercommandant van deze vesting. Op 11 september 1815 werd hij op non-actief gesteld en op 19 juni 1816 werd hij op pensioen gesteld vanwege zijn langdurige dienst. Tijdens zijn loopbaan heeft Maufroy in totaal aan 21 militaire campagnes deelgenomen.

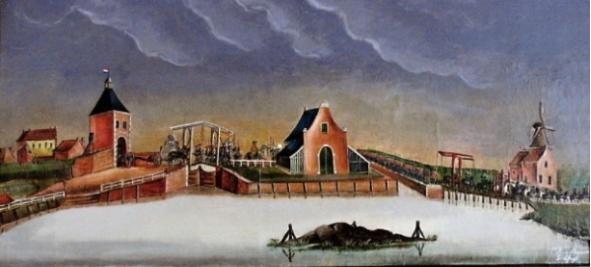
Het Ontzet van Delfzijl op 23 mei 1814. Onder leiding van Maufroy verlaten de Fransen de vesting door de Farmsumer Poort.
(Geschilderd door Tobias Roelfs van Streun)

## Karakter
Maufroy was een zeer plichtsgetrouw man, die volgens zijn eed stand hield tot het bittere einde. Door zijn achterdocht wilde hij niet van anderen dan zijn superieuren aannemen dat Napoleon verslagen was. Berichten hierover deed hij af als tactiek om hem tot overgave te dwingen. Alhoewel hij tijdens het beleg van Delfzijl moest plunderen en roven heeft hij zich ook een verstandig en meedogend mens getoond.

## Onderscheidingen
Maufroy had vele onderscheidingen voor zijn militaire verrichtingen. Zijn hoogste onderscheiding was officier in het Legioen van Eer, waardoor hij zich "Chevalier de l'Empire" mocht noemen.

## Familie
Pierre Maufroy was een zoon van Joseph Maufroy en Jeanne Prevost. Zijn vader was kuiper te Buxy.
Pierre Maufroy trouwde op 6 mei 1801 met Marie-Joséphine Mercier.

## Musical
Onder regie van Ruut Weissman werd in 2014 een musical "de laatste vriend van Napoleon" gemaakt over het beleg van Delfzijl, met onder anderen Ellen ten Damme. Arjan Ederveen nam de rol van Pierre Maufroy voor zijn rekening. Het stuk werd gemaakt in het kader van tweehonderd jaar Ontzet van Delfzijl, tweehonderd jaar Koninkrijk der Nederlanden en tweehonderd jaar Koninklijke Landmacht. Het stuk werd muzikaal ondersteund door de Kapel van de Koninklijke Landmacht.